# Бульвар Пластова
Бульвар Пластова — частично пешеходная улица в центре Ульяновска, расположенная между улицей Гончарова и бульваром Новый Венец.

## История

Памятная доска на бульваре Пластова.

С 1800 года улица была окончанием Саратовской улицы, с 1843 года называлась — Саратовской большой улицей, с 1887 года — Большой Саратовской улицей, до 1898 года, затем до 1918 года — Завьяловская площадь, Пролетарская площадь — с 1918 года до 1959 года, Гончарова улица с 1959 по 1986 год.

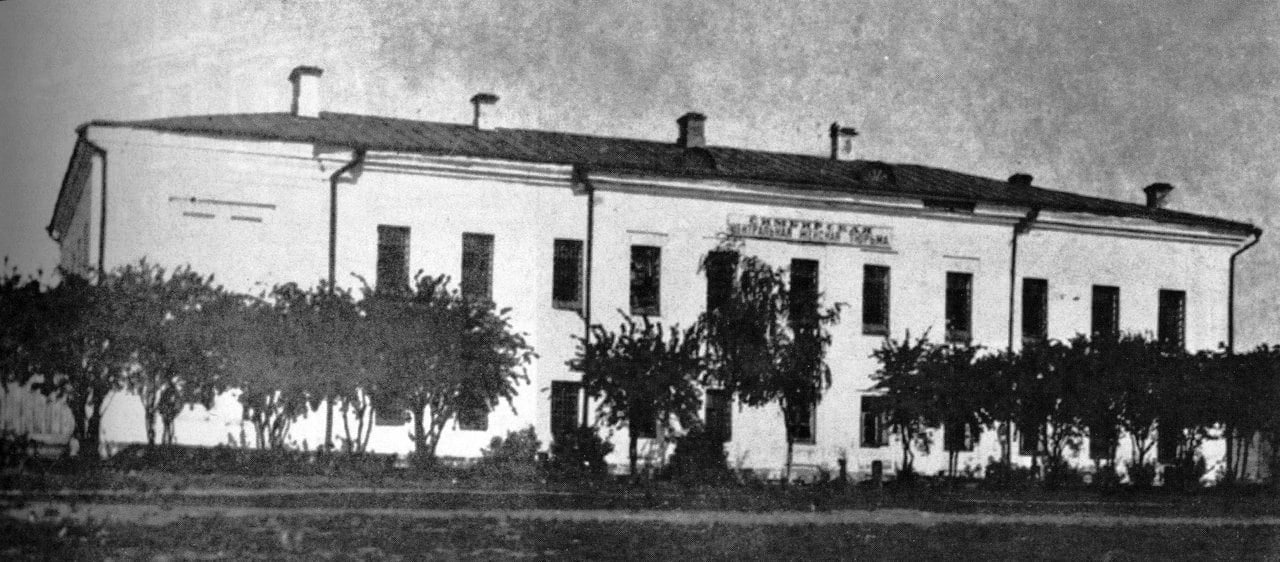
Дом В. М. Карамзина (до 1804), дом вице-губернаторов (до 1836), Центральная женская тюрьма (Симбирск, 1917). Снесён в 1920 г.

В 1804 году казна подыскивала подходящий дом в Симбирске для квартиры вице-губернатора. Выбор пал на дом Василия Михайловича Карамзина, в 1836 году он стал «работным и смирительным домом», а по уничтожению их — отделение срочных арестантов, а в 1896 году — женскую центральную тюрьму, которая размещалась до 1917 года. Дом сломан в 1920-30 годах.
Завьяловской площадью, называлась в честь купцов Завьяловых, имевших тут каменный и деревянный дома. Сегодня на их месте стоит четырёхэтажный жилой дом с почтовым отделением на первом этаже. Зимой 1903—1904 годов на ней, по инициативе Симбирского семейно-педагогического кружка, заливался каток. В 1904 году здесь начались работы по созданию «Народного сада».
В 1918 году площадь переименовывают в Пролетарскую.                                                                                                           
Первые значительные изменения на бульваре относятся к 40-м годам XX века, когда были построены корпуса педагогического института, но сильно повлиять на облик улицы-площади-бульвара они не смогли. Кардинальные преобразования начались с грандиозного строительства в центре города, связанное с празднованием 100-летия со дня рождения В. И. Ленина. Практически вся старая застройка была снесена, в том числе Владимирская ( Ильинская) церковь , а на её месте вознеслись здания Ленинского мемориала и гостиница «Венец».                                                                                                           
С конца 1970-х считалась продолжением ул. Гончарова. В 1986 году, решением Ульяновского горисполкома, в целях увековечения памяти, присваивают имя народного художника СССР, лауреата Ленинской и Государственных премий СССР, действительного члена Академии художеств СССР Аркадия Пластова. Улица-бульвар получает чёткие границы и своё современное имя.                                                                                                           
В 80-90-е годы XX века облик улицы дополнился двумя гигантами ульяновского строительства: в 1985 году возвели здание Дома Советов, которое торцом выходит на бульвар; в 1997 году — здание Центрального банка. Кованые ворота к нему были изготовлены по специальному проекту ульяновской мастерской кузнечного дела «Корч», известной не только в России, но и за рубежом.

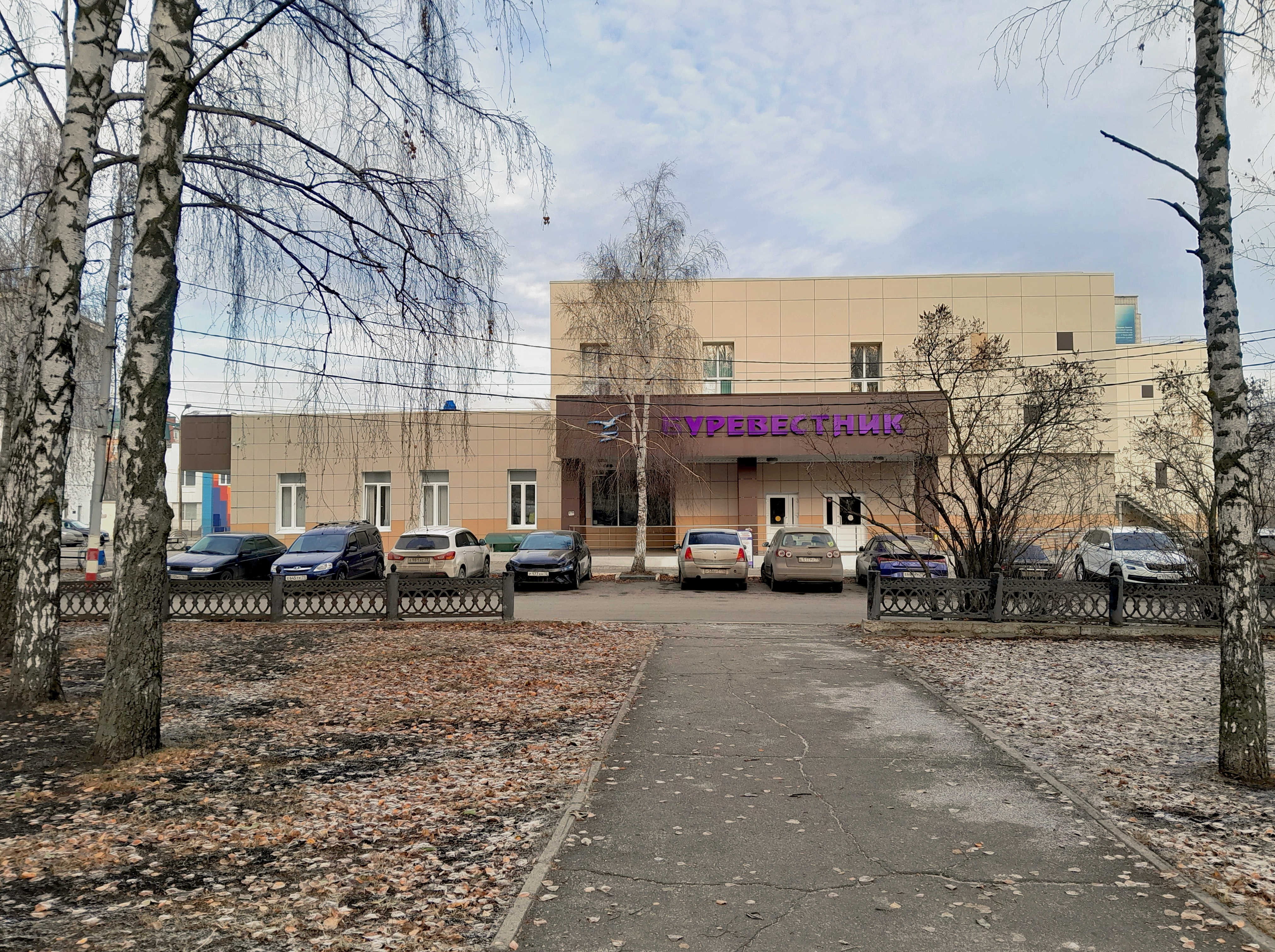
Бассейн УлГПУ «Буревестник».

В 2003 году был установлен Памятник Аркадию Пластову, скульптор Анатолий Бичуков.

## Описание
Является пешеходной улицей в центре города. Начинается от улицы Гончарова, пересекает улицу Спасскую, где она переходит в Радищева. Тут расположен памятник Аркадию Пластову. 
К бульвару примыкает улица Корюкина и площадь Ленина. Заканчивается на переходе бульвара Новый Венец в улицу Пролетарскую. Бульвар переходит в спуск к Волге, которые ранее именовался Завьяловским.

## Галерея

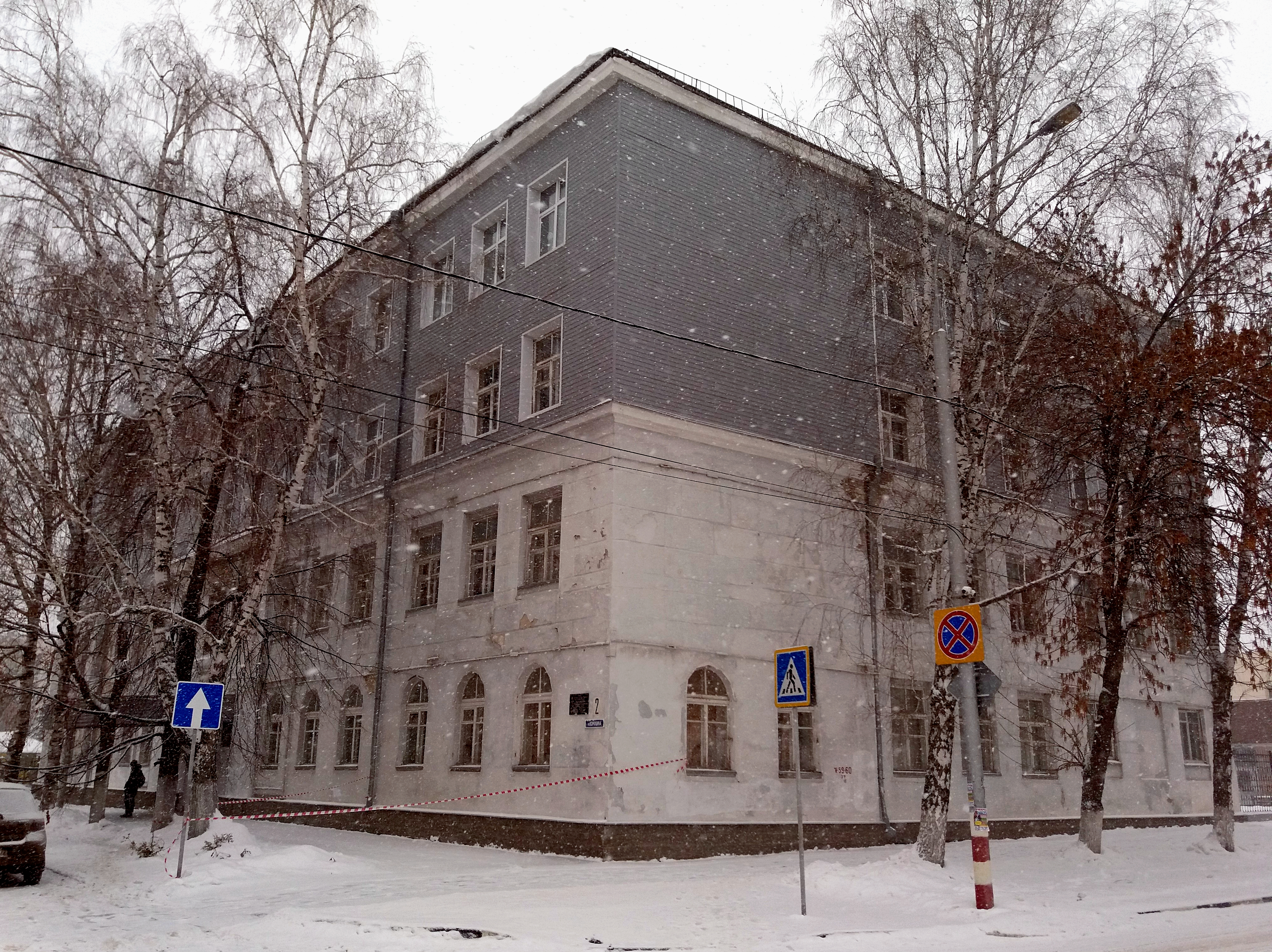
Учебный корпус № 2 УлГПУ.
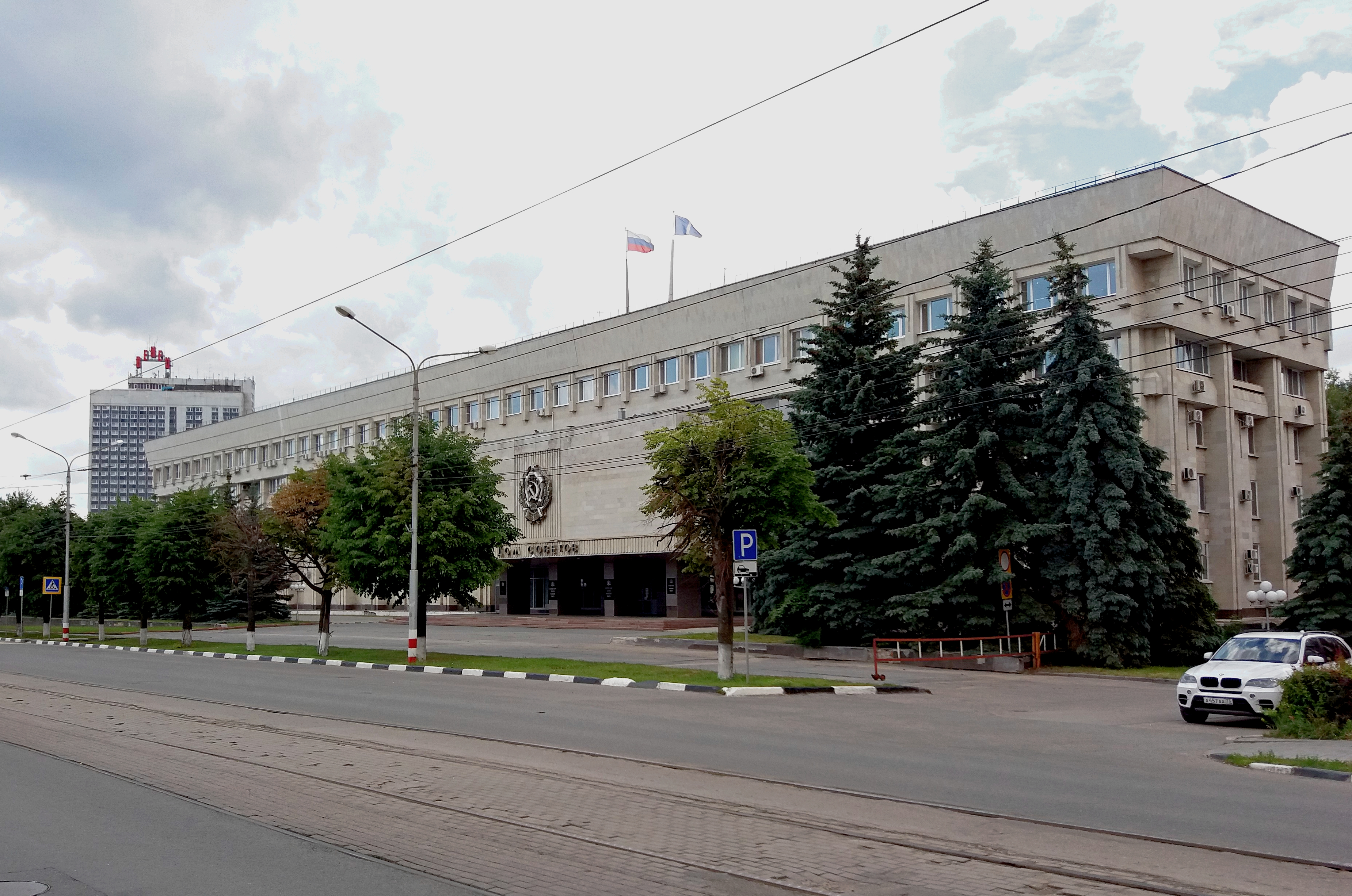
Вид на Дом Советов со стороны улицы Радищева.
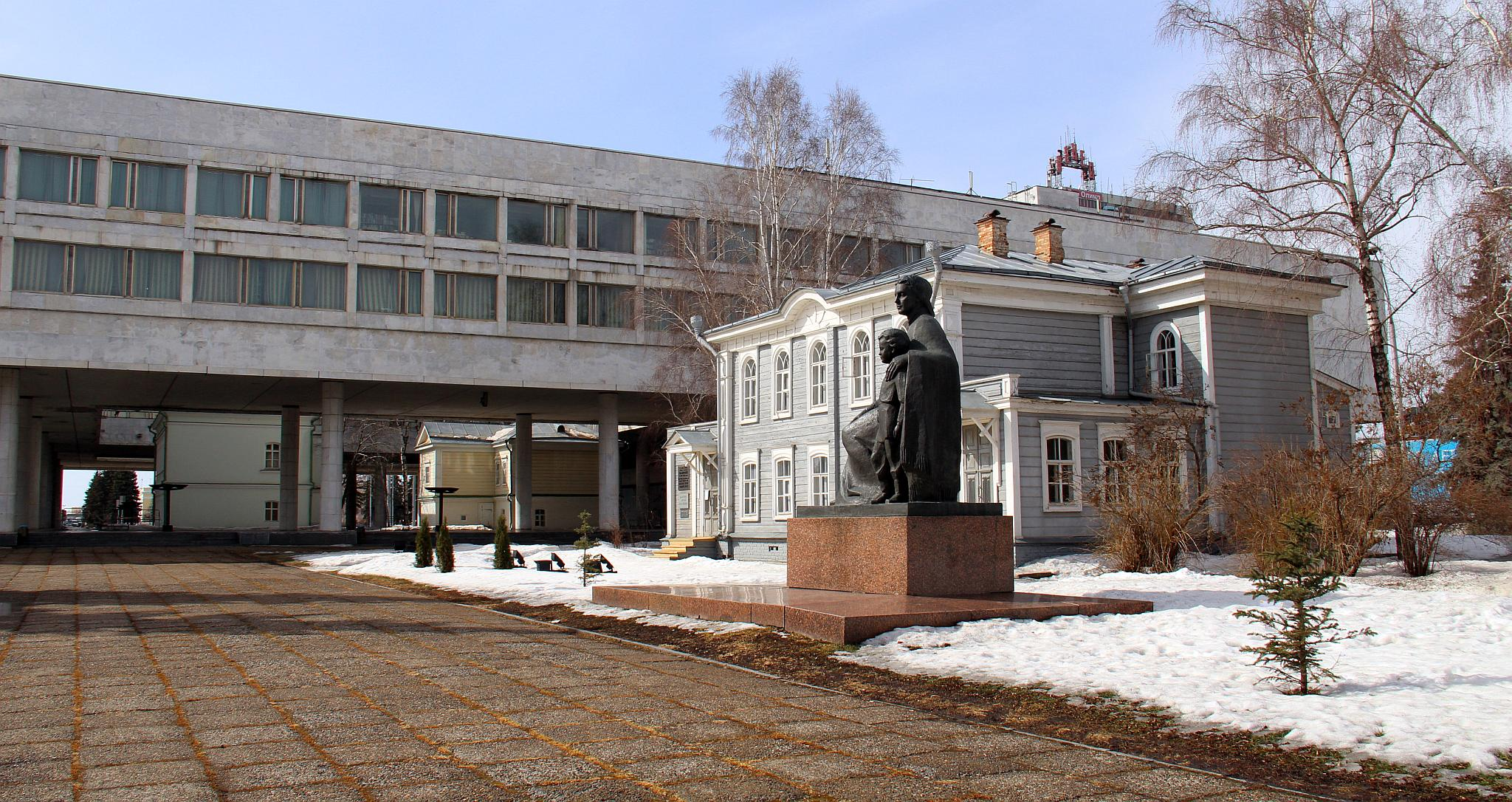
Вид на Мемцентр с бульвара Пластова.
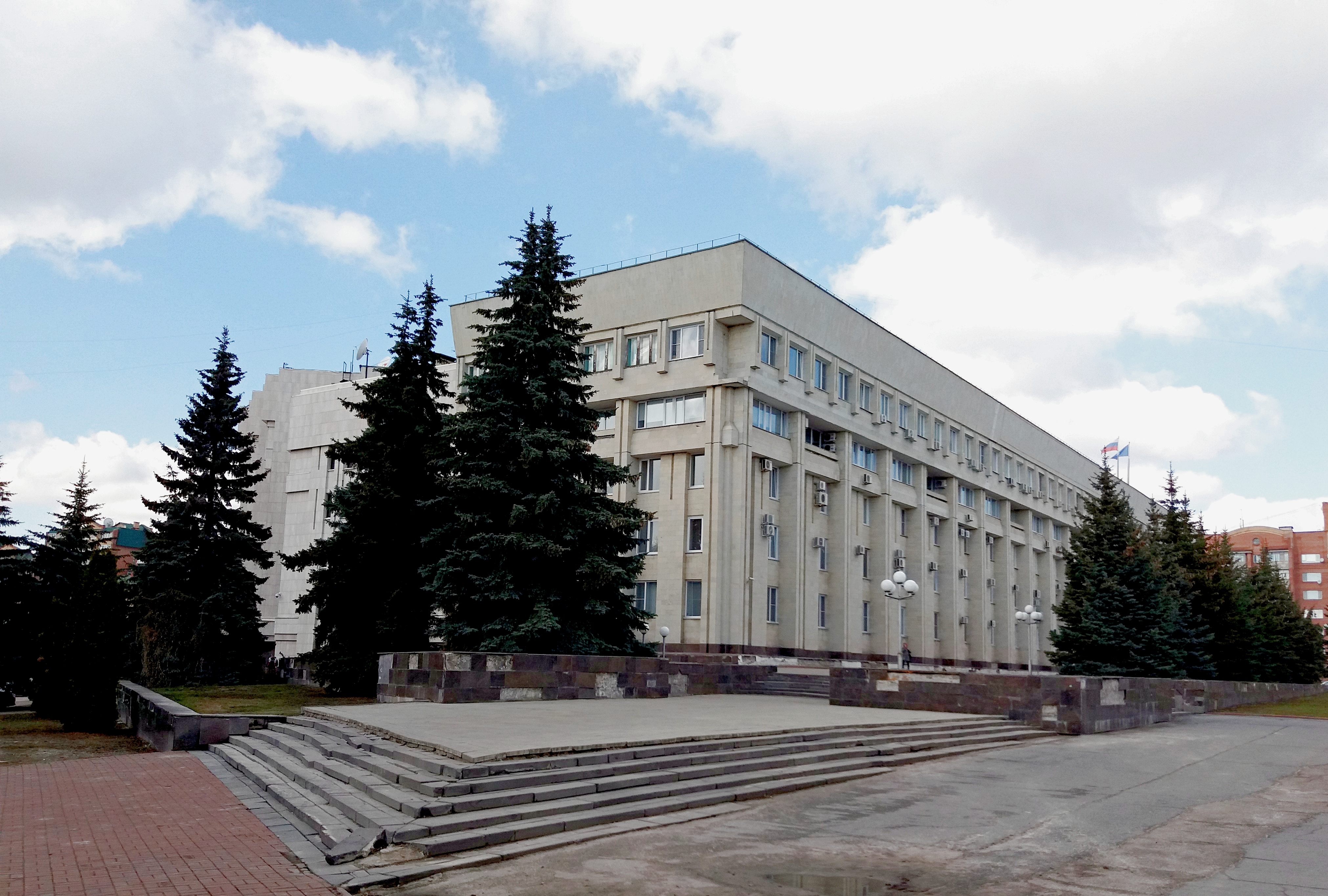
Здание Дома Советов.
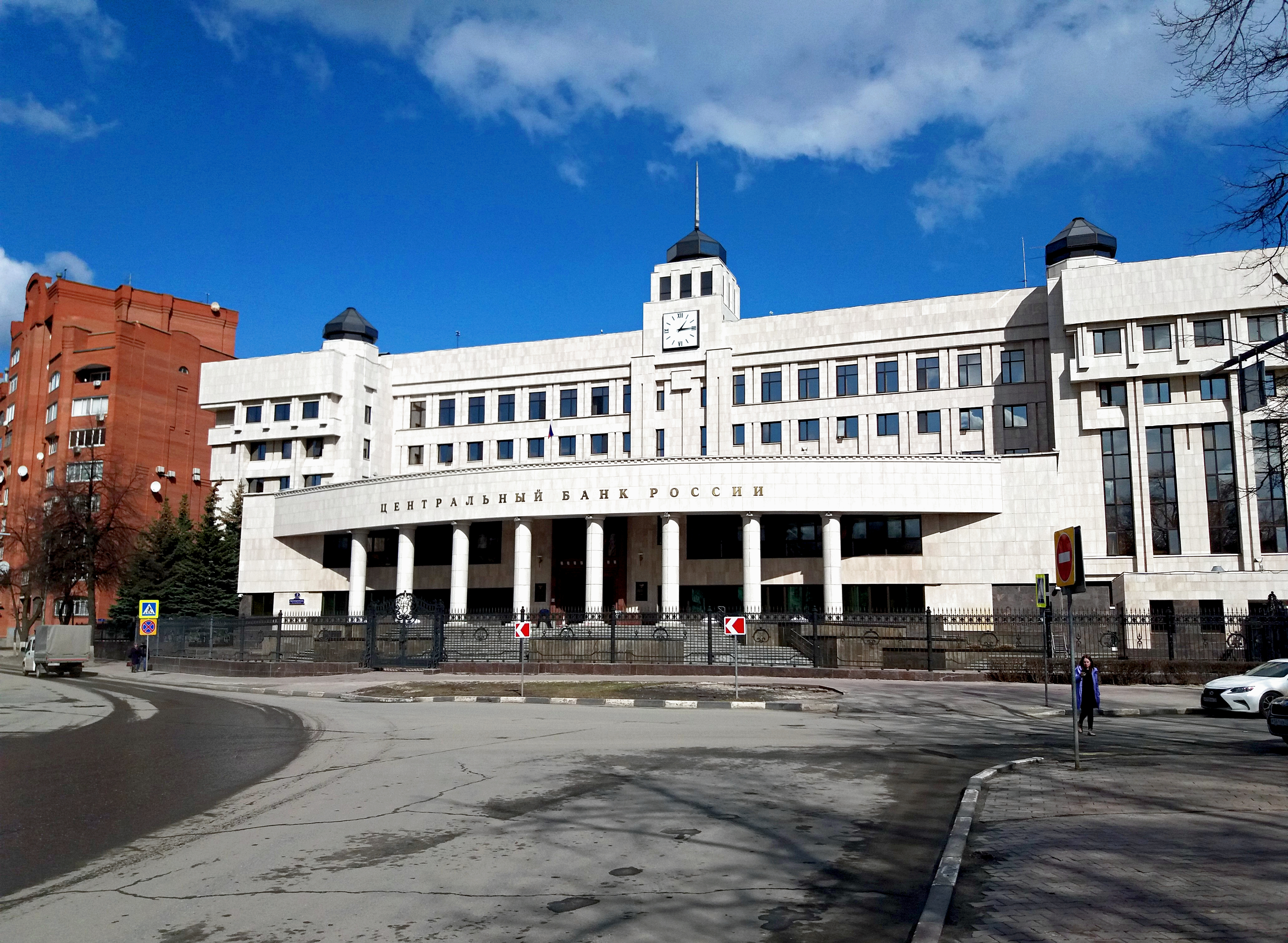
Здание Центрального банка.
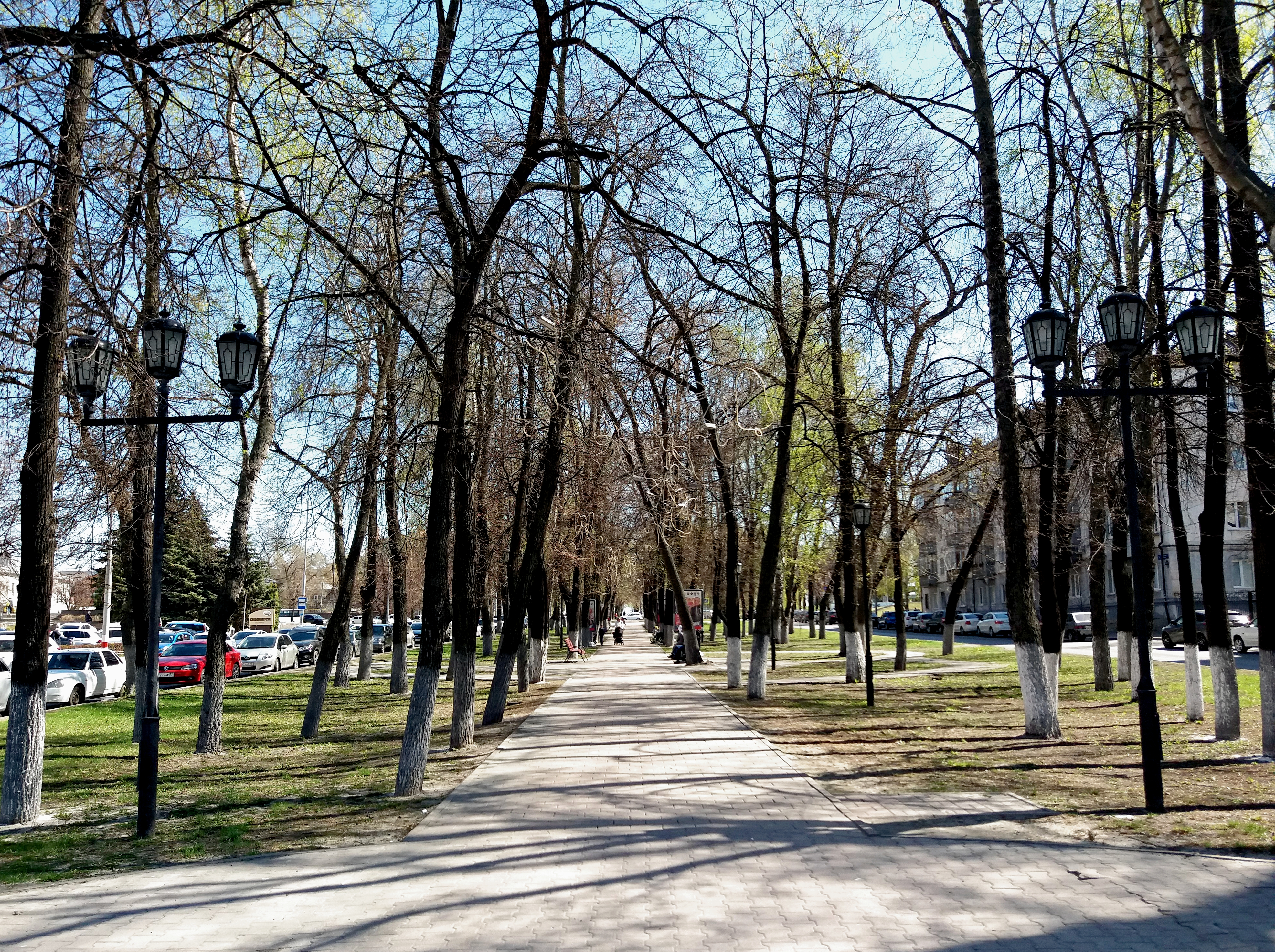
Бульвар Пластова.